# Бурали (Ілішевський район)
Бурали́ (рос. Буралы, башк. Буралы) — присілок у складі Ілішевського району Башкортостану, Росія. Входить до складу Ітеєвської сільської ради.
Населення — 235 осіб (2010; 241 у 2002).
Національний склад:
- башкири — 91 %